# El Tambor, Michoacán de Ocampo
El Tambor är en ort i Mexiko.   Den ligger i kommunen Tuxpan och delstaten Michoacán de Ocampo, i den södra delen av landet, 140 km väster om huvudstaden Mexico City. El Tambor ligger 1 770 meter över havet och antalet invånare är 436.
Terrängen runt El Tambor är huvudsakligen kuperad. El Tambor ligger nere i en dal. Runt El Tambor är det ganska tätbefolkat, med 116 invånare per kvadratkilometer. Närmaste större samhälle är Heróica Zitácuaro, 17,2 km sydost om El Tambor. Omgivningarna runt El Tambor är en mosaik av jordbruksmark och naturlig växtlighet.